# Штурм Царицына войсками Емельяна Пугачёва
Штурм Цари́цына войска́ми Емелья́на Пугачёва — сражение, произошедшее 21 августа 1774 года между восставшими под предводительством Емельяна Пугачёва и войсками Российской империи во главе с полковником Иваном Цыплятевым.

## Предыстория
Начиная с весны 1774 года, теснимый правительственными войсками под предводительством Суворова, Емельян Пугачёв отступал со своими отрядами вниз по Волге. 6 августа 1774 года армия повстанцев захватила Саратов. Коменданту города Ивану Бошняку удалось с отрядом из шестидесяти солдат и офицеров вырваться из окружения и уйти в Царицын. 11 августа Пугачёв занял Камышин (называвшийся тогда Дмитриевском) в пределах[уточнить] Царицынского уезда[уточнить]. 16 августа у станицы Балыклейской Пугачёв одержал победу над царскими войсками; 17 августа Пугачёв занял Дубовку, часть гарнизона которой также отошла в Царицын, а другая часть присоединилась к Пугачёву. Начинается подготовка к обороне Царицына. Все окрестные гарнизоны получают приказ в спешном порядке двигаться в Царицын.

## История

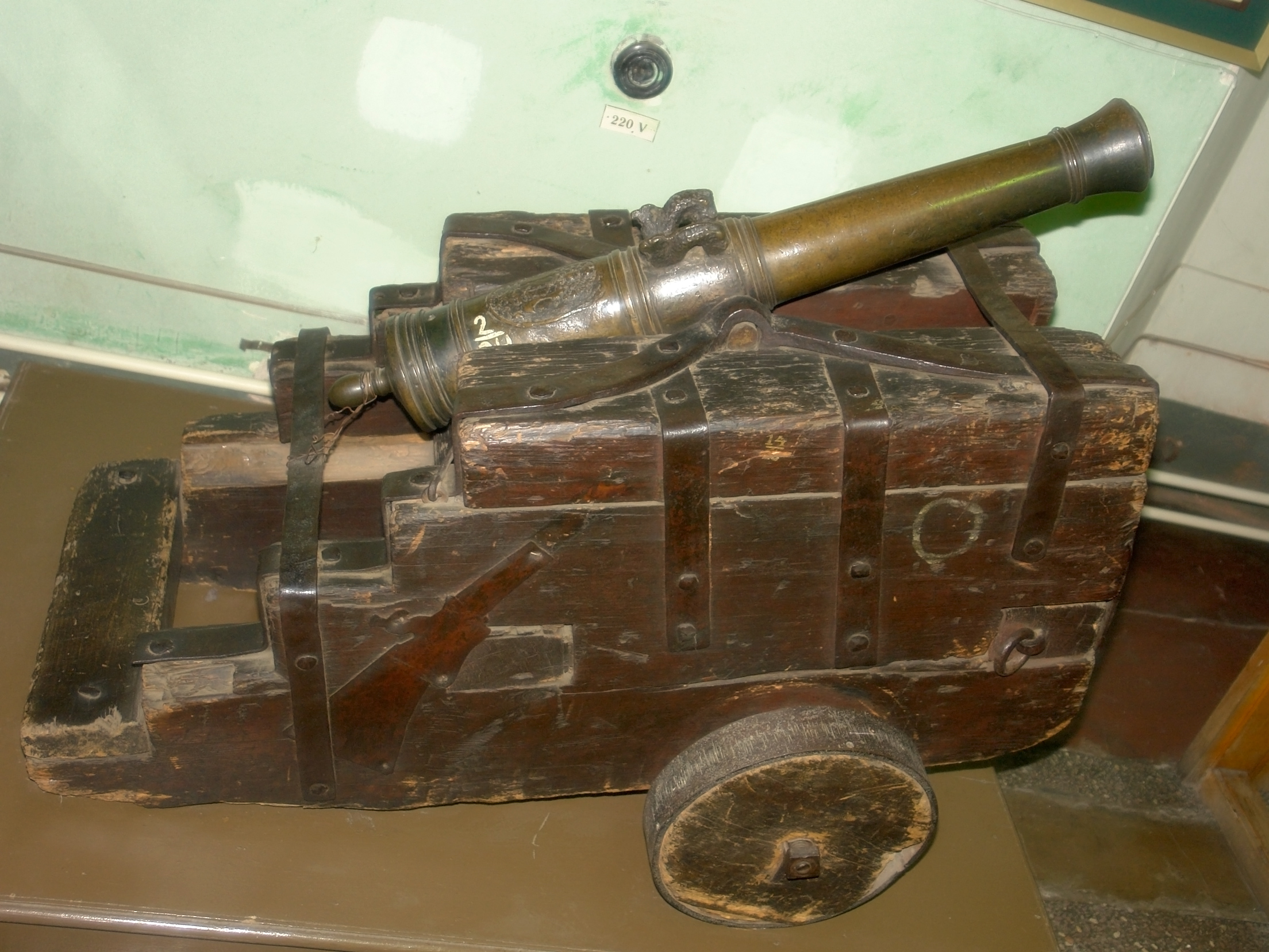
«Пугачёвская пушка» на самодельном лафете (калибр — 34 мм, вес — 51 кг, сделана из бронзы)

Коменданту Царицына полковнику Цыплятеву удалось собрать в крепости 6000 человек и 73 пушки, у Пугачёва было около 10 000 человек. Первое столкновение между ними состоялось в бою при Мечётке (вблизи нынешней станции), где Пугачёв разбил отряд царских войск. 21 августа 1774 года, около двух часов дня, повстанцы столкнулись с правительственными войсками в районе современной Спартановки. В результате этой стычки царские войска отступили к крепости. Окрылённый успехом, Пугачёв подвёл войска по берегу Волги вплотную к стенам крепости, а свою артиллерию разместил на Сибирь-Горе, которая была в опасной близости от крепостных батарей.
Цыплятев разделил артиллерию. Часть он оставил на крепостных стенах, а часть погрузил на плоты, запустив по реке плавучие батареи. Завязавшая артиллерийская перестрелка закончилась разгромом повстанцев, которых залпом с Волги добили плавучие батареи. Массированный артиллерийский огонь заставил отряды Пугачёва отступить. Царицын стал первым городом, который не сдался Пугачёву. Успех правительственных войск был достигнут благодаря деятельности коменданта города Ивана Цыплятева, а также известию о приближении корпуса царских войск под руководством генерала Михельсона. Пугачёв отступил к Чёрному Яру и 24 августа в сражении у Солениковой ватаги был разбит.

## Последствия
Потерпев поражение, Пугачёв с остатками своих отрядов бежал вдоль Волги на юго-восток. К вечеру 25 августа повстанцы переправились на левый берег Волги двадцатью верстами выше Чёрного Яра. Пугачёв предлагал двинуться либо к Каспию, после чего отправиться в Малороссию, к запорожским казакам, либо в Турцию, подобно некрасовцам, либо уйти в Башкирию и далее в Сибирь. Однако среди его соратников уже зрел заговор: 8 сентября возле Большого Узеня  Пугачёв был схвачен и передан властям.